# Bassompierre (Moselle)
Pour les articles homonymes, voir Bassompierre.
Bassompierre est un village et une ancienne commune de France située dans le département de la Moselle. Depuis 1812, le village fait partie de la commune de Boulange.

## Géographie
Ce village français est situé dans le département de la Moselle (57), sur la commune de Boulange.

## Toponymie
- Le nom a pour origine le doublet germanique beta-stein "pierre de prière" (probablement un mégalithe)[1]. Ou bien un nom de personne germanique Basso/Beczo suivi du latin petra "pierre"[2].
- Bazompetra en 1133, Bassompetra en 1138, Betstein[1] et Betsteyn[2] en 1570, Basompier en 1636, Saint-Menge en 1766, Bassompierre en 1793[3].
- En allemand : Betstein[4]. En francique lorrain : Betsteen[5], Bettsteen[6] et Betschden. En lorrain roman : Besompierre[4].

## Histoire
La châtellenie de Bassompierre était qualifiée de baronnie dès le XVe siècle et fut érigée en marquisat en 1633.
En 1766, il fut décidé que le nom de Bassompierre serait attribué à la seigneurie de Baudricourt (auparavant appelée Saint-Menge) et que le nom de Saint-Menge serait porté par le village de Bassompierre. Cette décision avait pour motif l'érection de la seigneurie de Saint-Menge en marquisat qui avait eu lieu en 1719.
Avant 1790, Bassompierre faisait partie du bailliage de Briey et était spirituellement rattaché au diocèse de Trèves (doyenné de Luxembourg). Ce village devint ensuite une commune jusqu'au 30 mars 1812, date a laquelle elle est rattachée à Boulange par décret.

## Démographie
| 1793 | 1800 | 1806 |
| ---- | ---- | ---- |
| 150  | 147  | 146  |

## Lieux et monuments
- Ancien château des Bassompierre rasé sur ordre du cardinal de Richelieu en 1635.
- Chapelle Saint-Luc datant de 1133 et agrandie en 1764 (c'est cette même année que Mgr Laval, évêque de Metz y fit sceller la pierre de marbre du maître-autel), date de sa dernière modification. On peut remarquer en regardant son chœur qu'il s'agit d'une ancienne construction purement romane.

## Personnalités liées au village de Bassompierre
- François de Bassompierre dit le « maréchal de Bassompierre » (1579-1646), gentilhomme et militaire.